# 아르메니아의 재외공관 목록

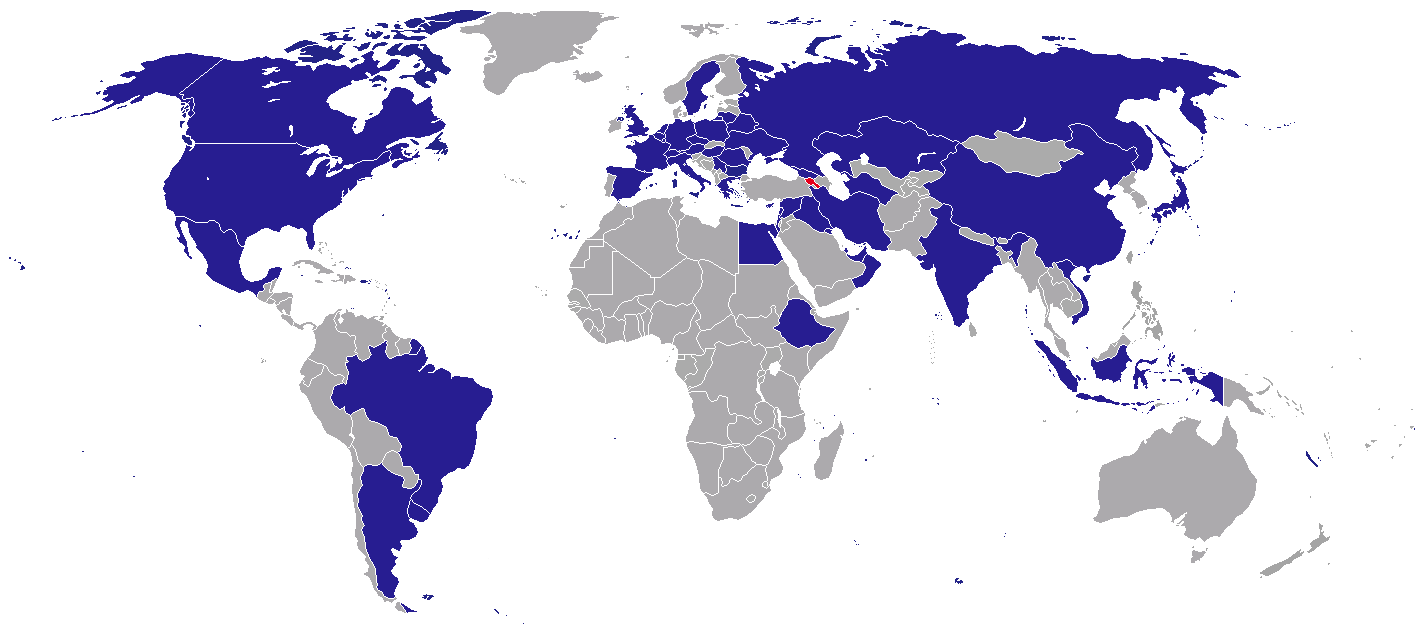
아르메니아 공관 설치 지역

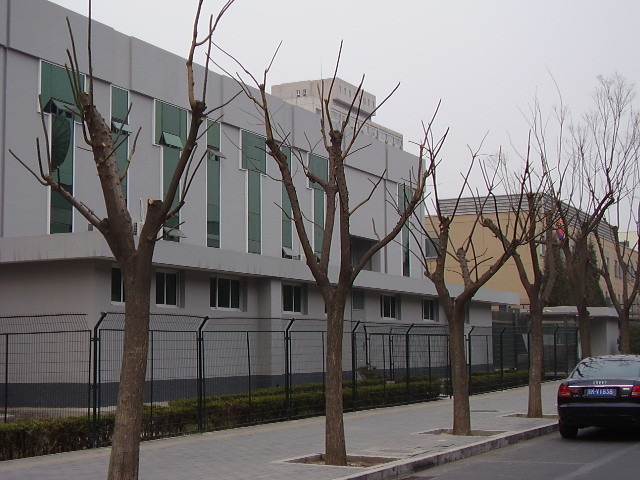
베이징 주재 아르메니아 대사관

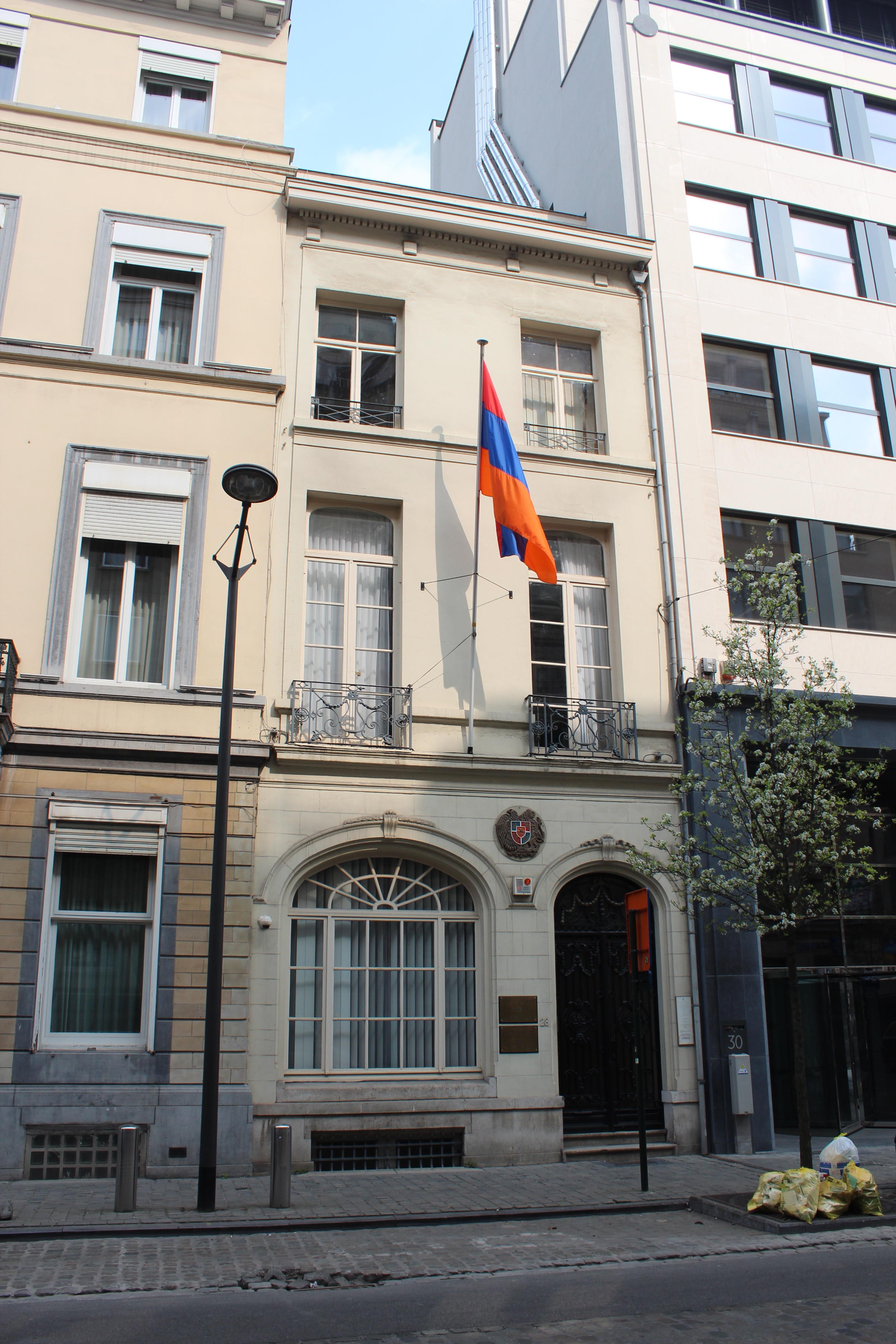
브뤼셀 주재 아르메니아 대사관

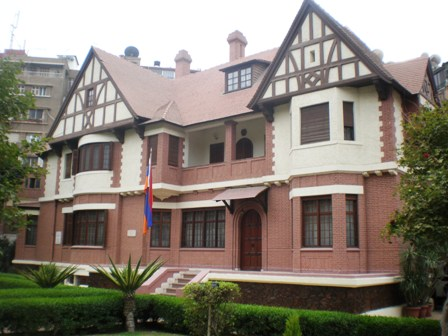
카이로 주재 아르메니아 대사관

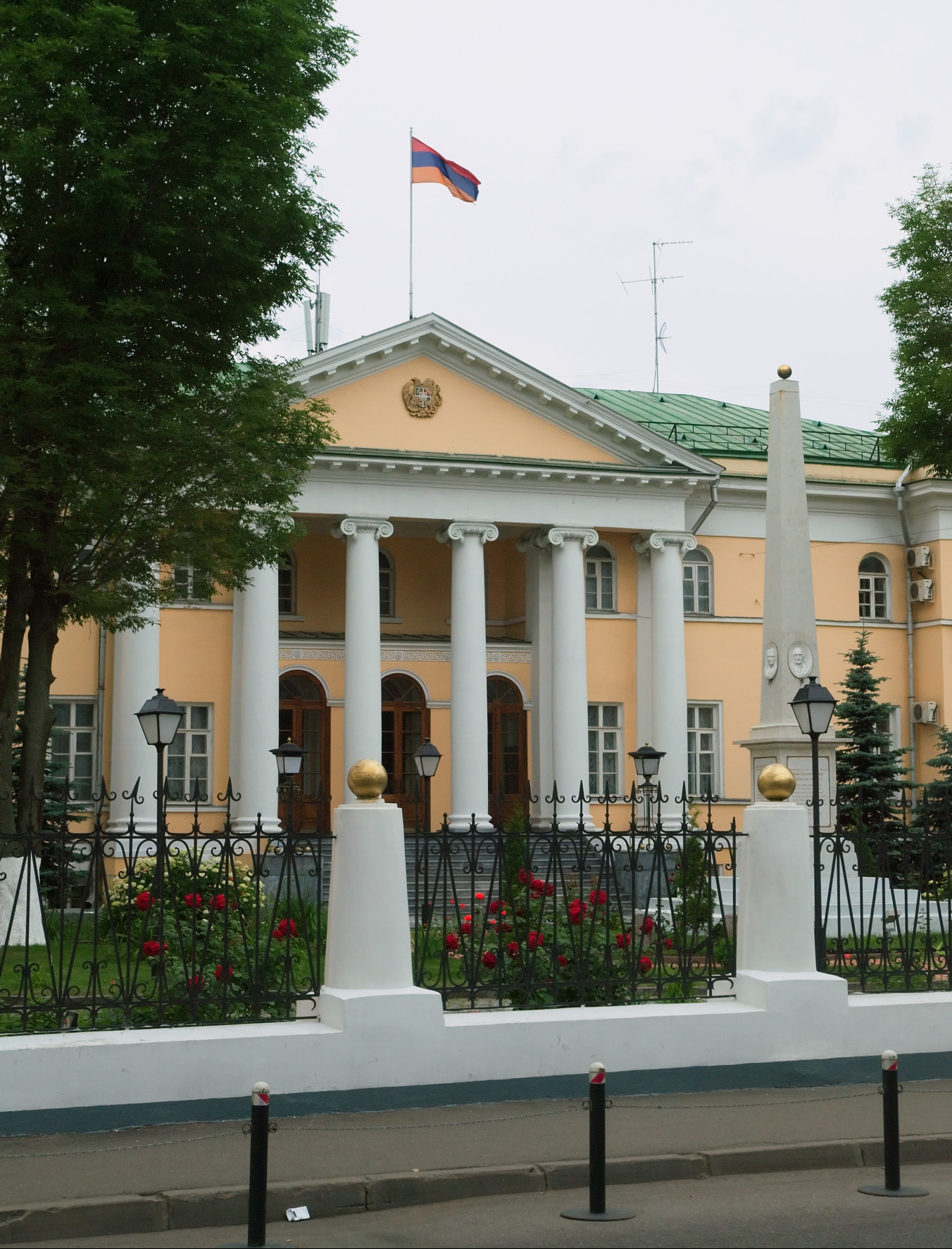
모스크바 주재 아르메니아 대사관

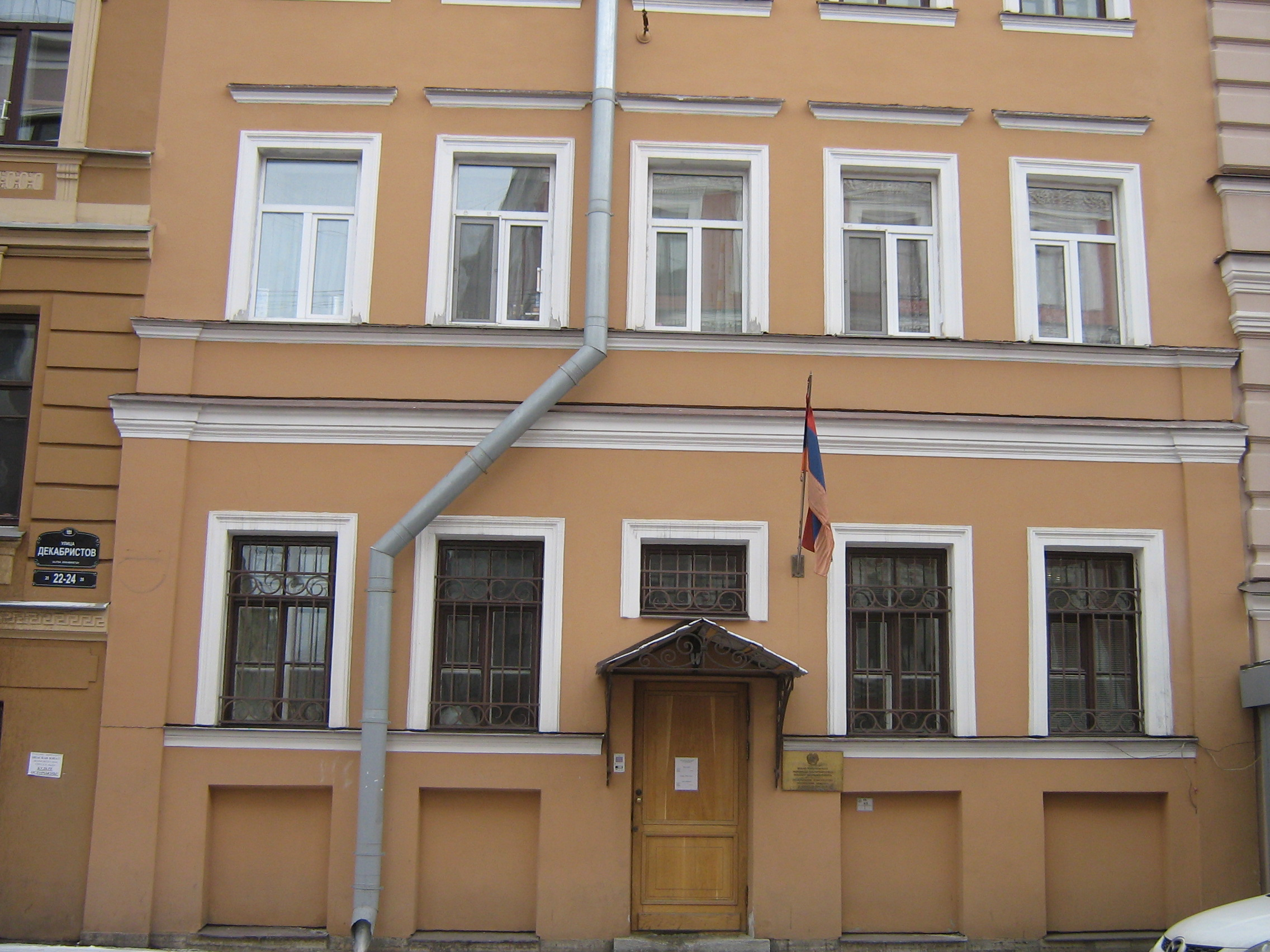
상트페테르부르크 주재 아르메니아 총영사관

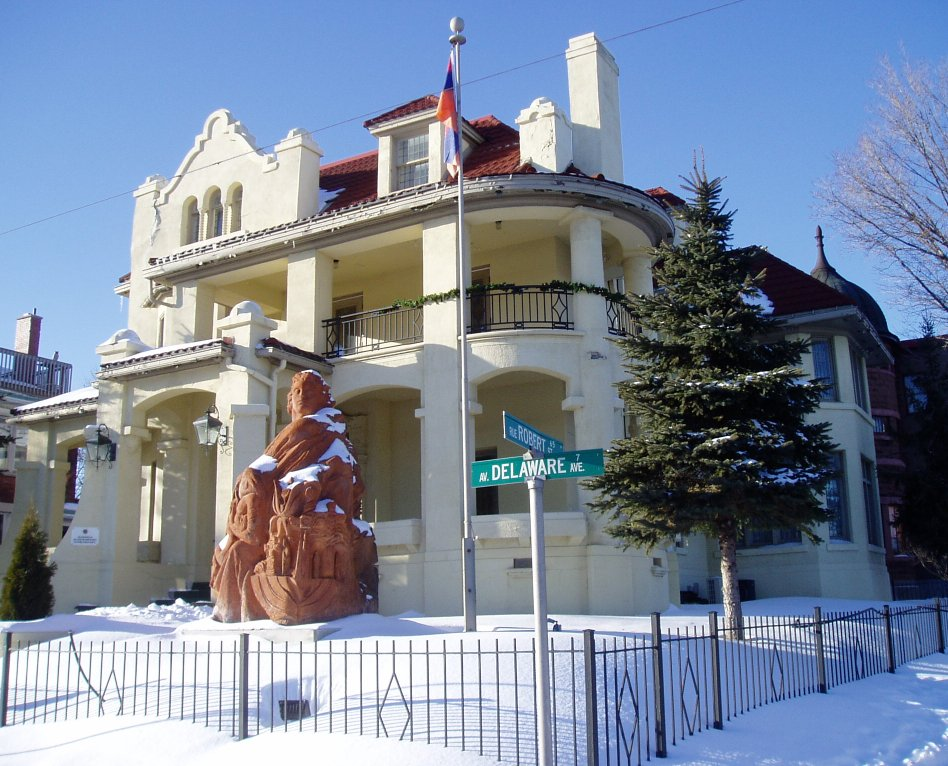
오타와 주재 아르메니아 대사관

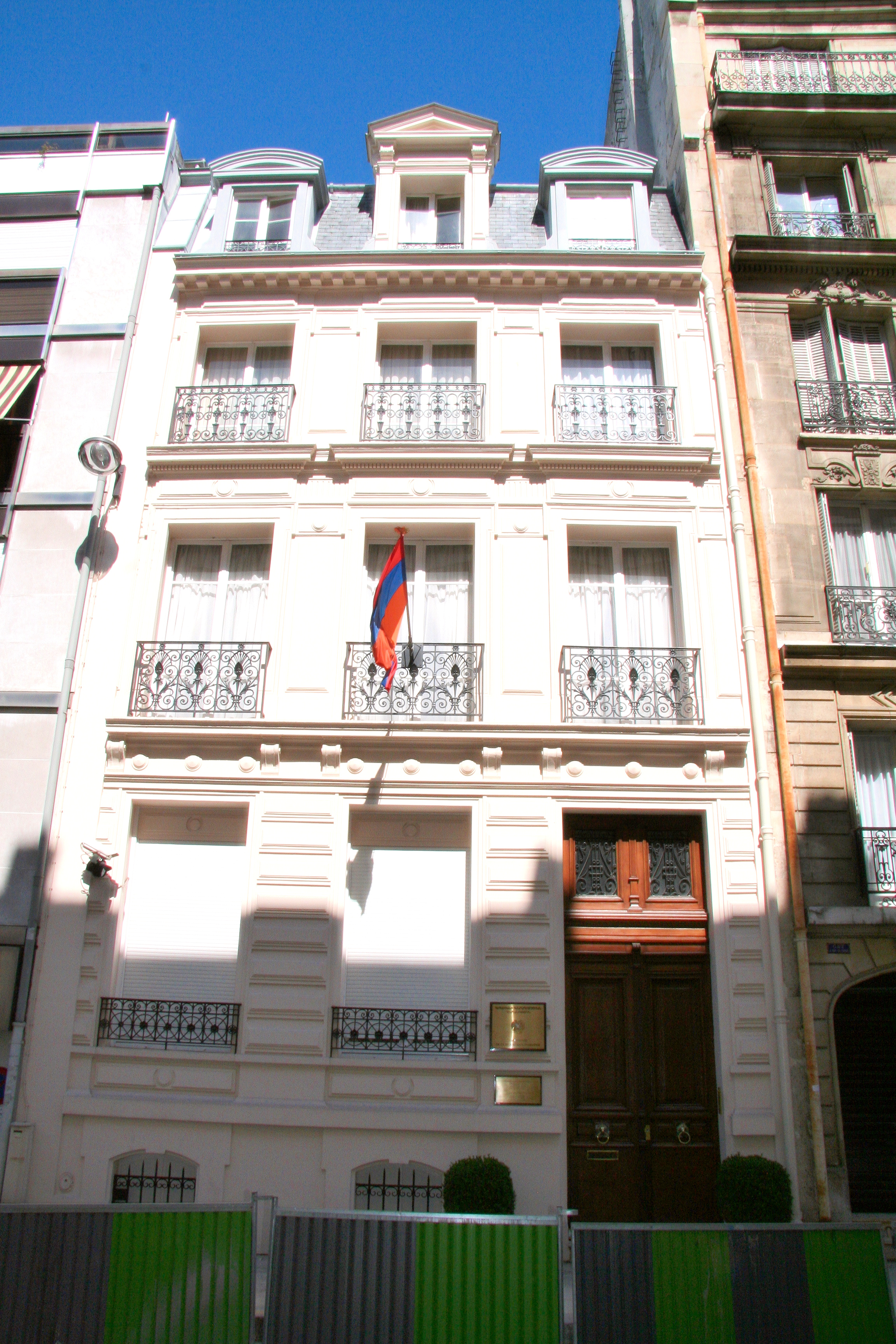
파리 주재 아르메니아 대사관

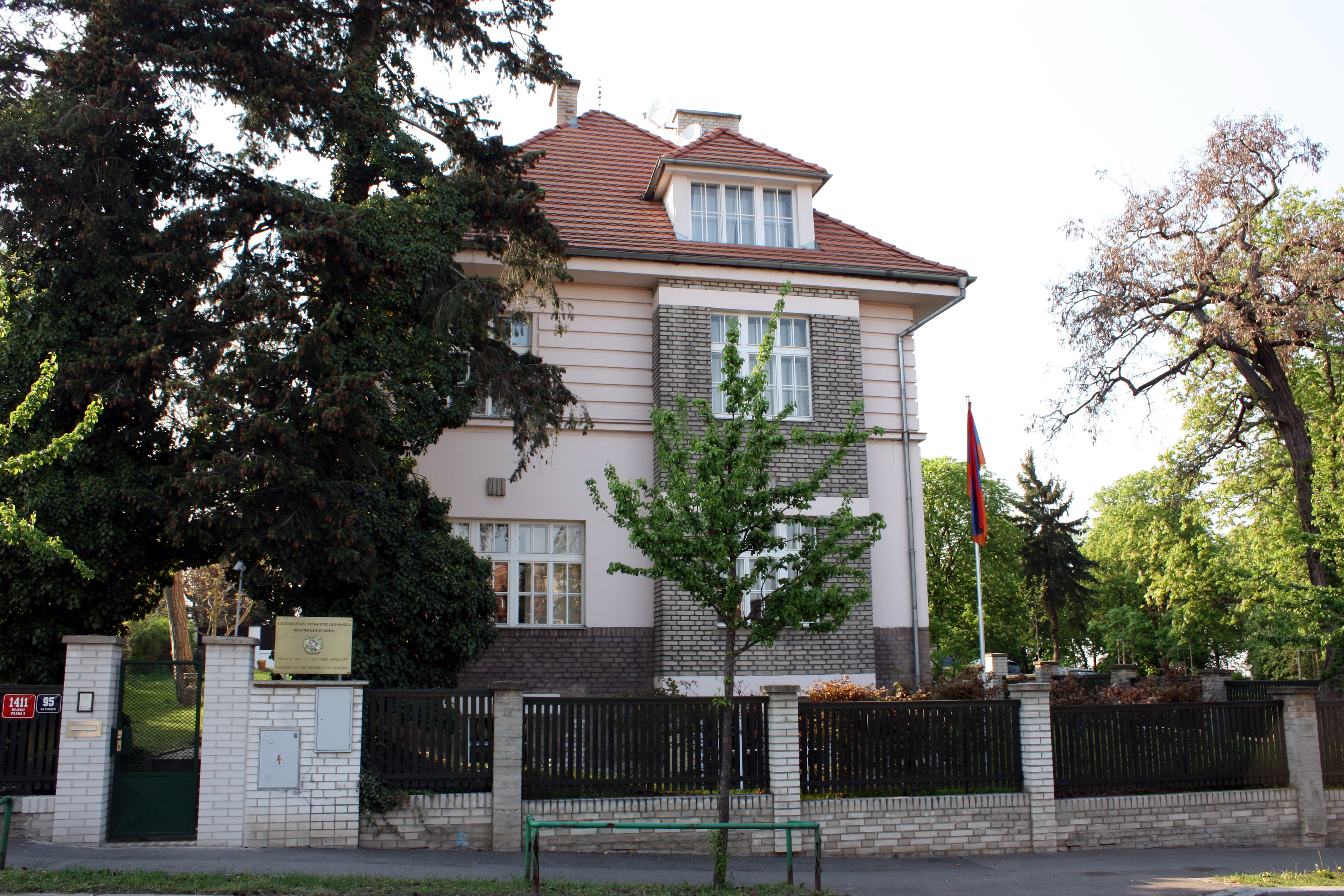
프라하 주재 아르메니아 대사관

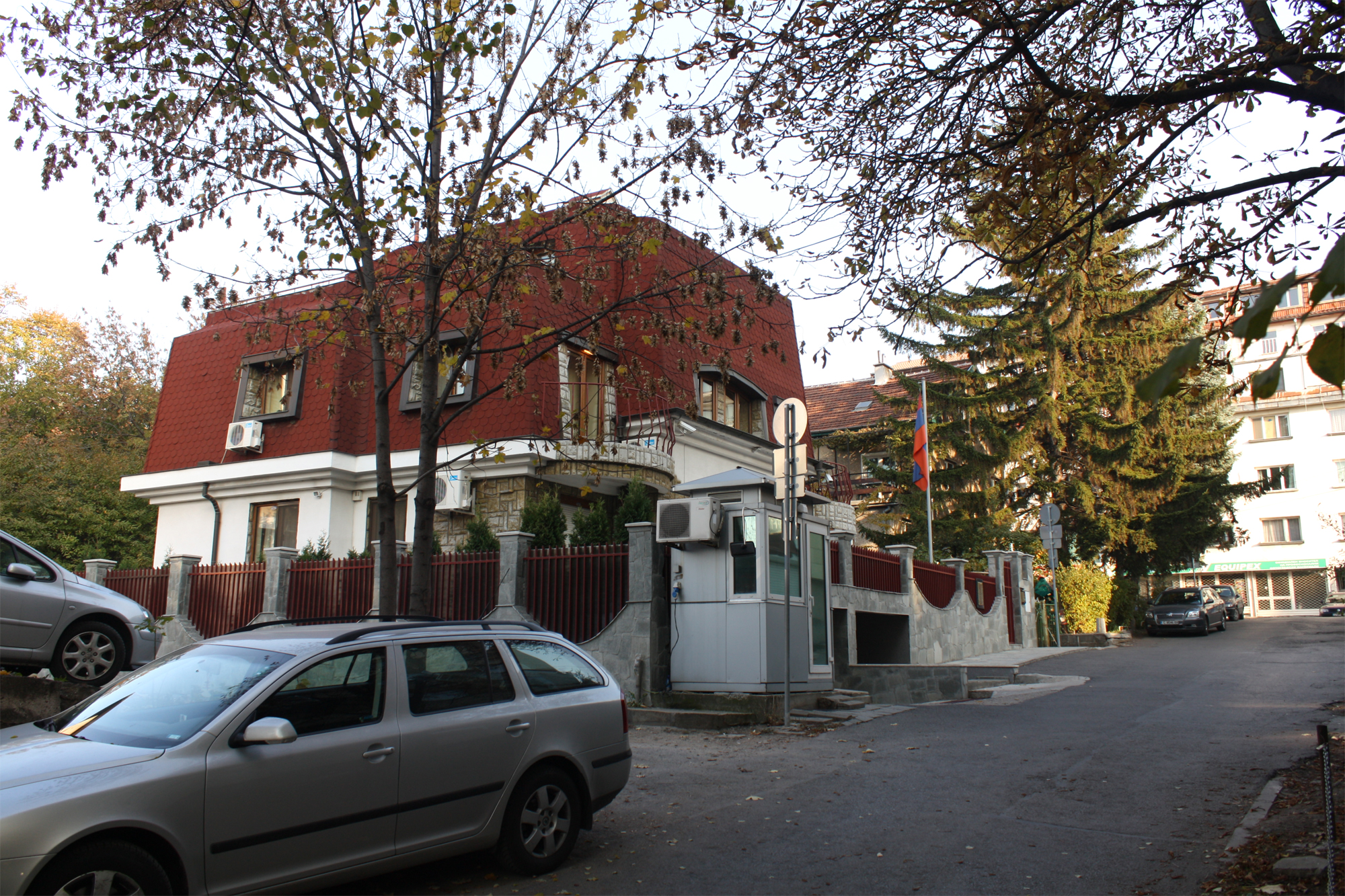
소피아 주재 아르메니아 대사관

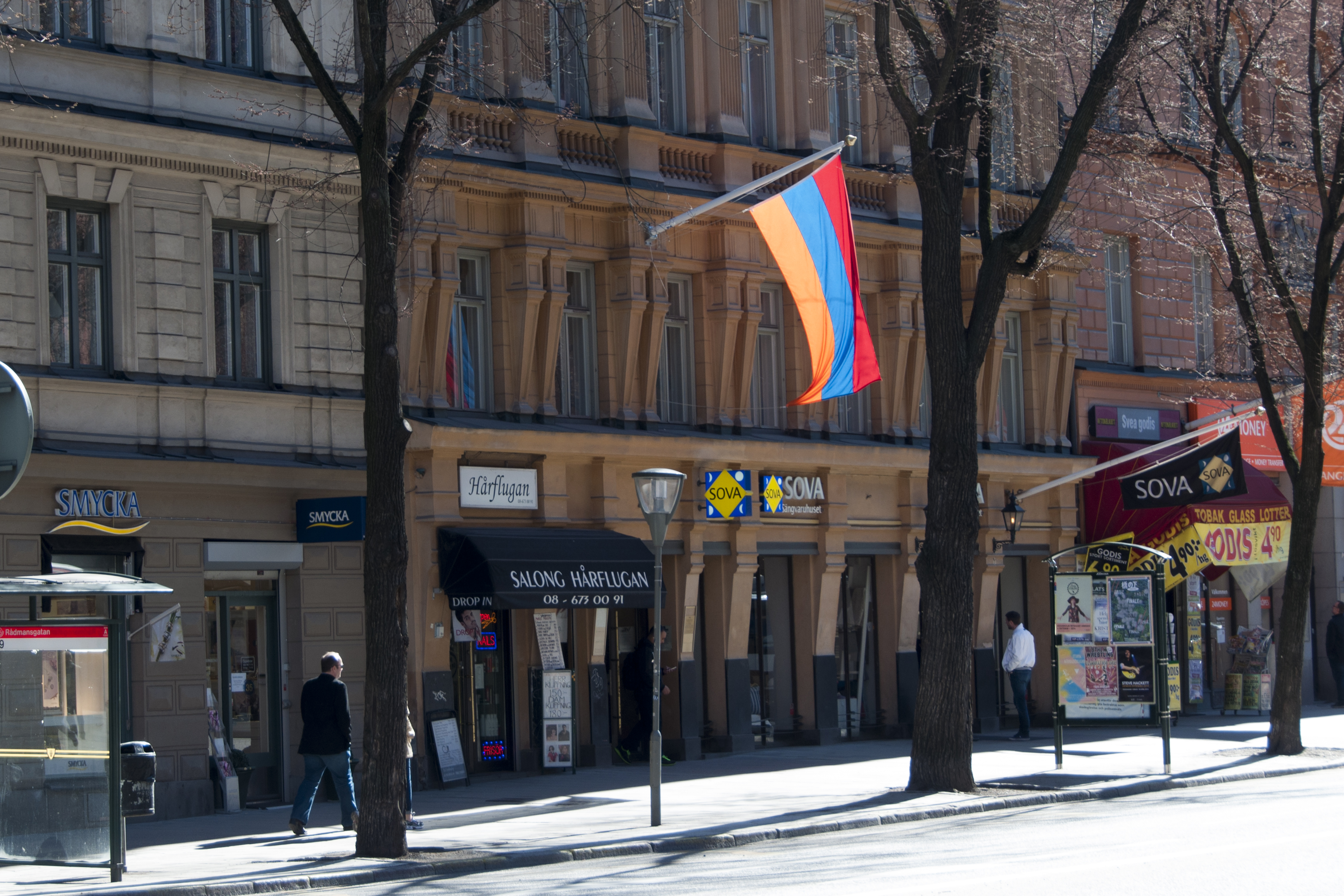
스톡홀름 주재 아르메니아 대사관

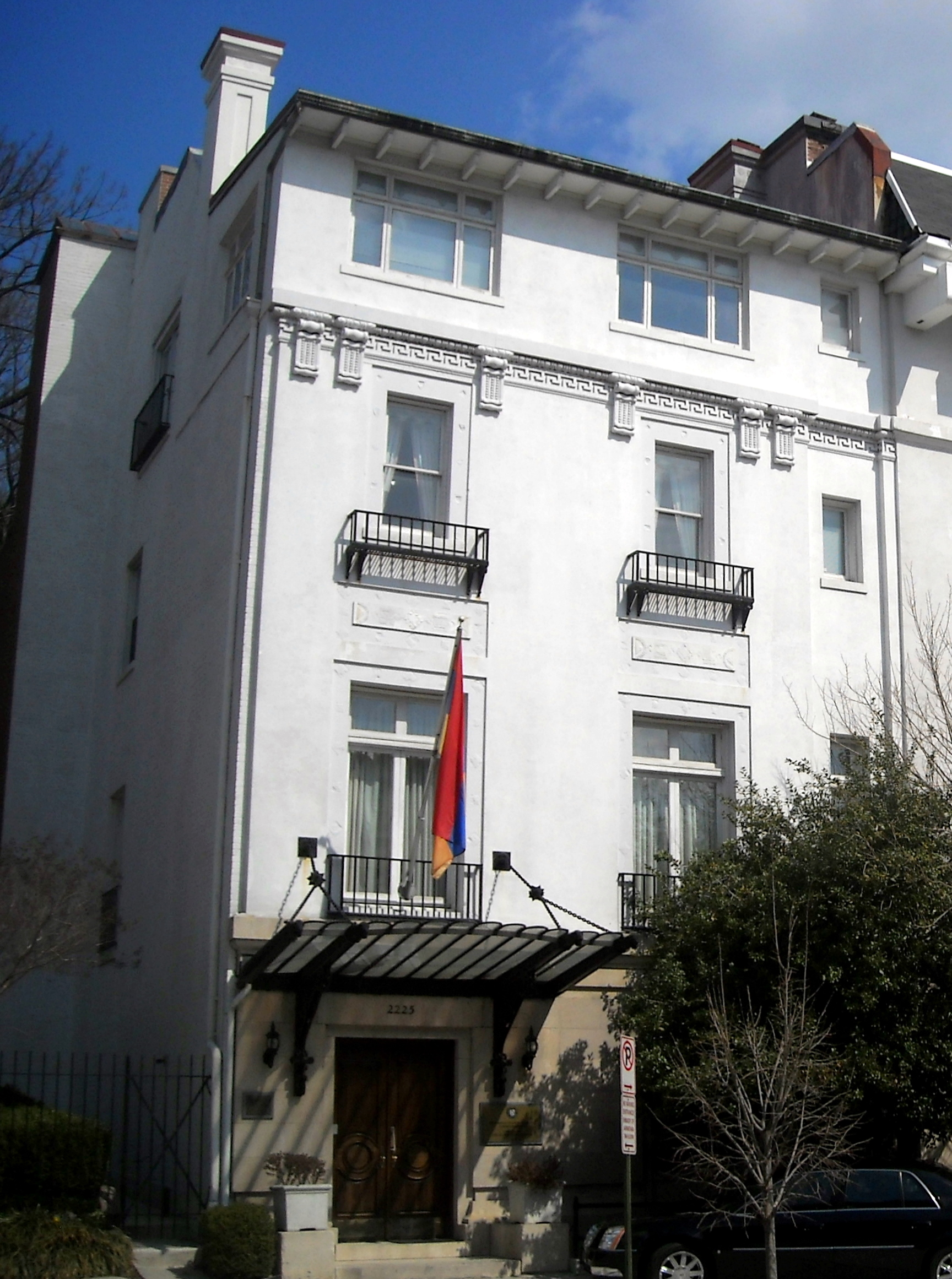
워싱턴 D.C. 주재 아르메니아 대사관

아래는 아르메니아의 재외공관 목록이다.

## 아프리카
- 이집트: 카이로 (대사관)

## 아메리카
- 멕시코: 멕시코시티 (대사관)
- 미국: 워싱턴 D.C. (대사관), 로스앤젤레스 (총영사관)
- 브라질: 브라질리아 (대사관)
- 아르헨티나: 부에노스아이레스 (대사관)
- 캐나다: 오타와 (대사관)

## 아시아
- 레바논: 베이루트 (대사관)
- 베트남: 하노이 (대사관)
- 시리아: 다마스쿠스 (대사관), 알레포 (총영사관)
- 아랍에미리트: 아부다비 (대사관)
- 이라크: 바그다드 (대사관)
- 이란: 테헤란 (대사관)
- 인도: 뉴델리 (대사관)
- 인도네시아: 자카르타 (대사관)
- 일본: 도쿄 (대사관)
- 중국: 베이징 (대사관)
- 카자흐스탄: 아스타나 (대사관)
- 쿠웨이트: 쿠웨이트시티 (대사관)
- 투르크메니스탄: 아시가바트 (대사관)

## 유럽
- 그리스: 아테네 (대사관)
- 네덜란드: 헤이그 (대사관)
- 독일: 베를린 (대사관)
- 러시아: 모스크바 (대사관), 로스토프나도누 (총영사관), 상트페테르부르크 (총영사관), 소치 (영사 사무소)
- 루마니아: 부쿠레슈티 (대사관)
- 리투아니아: 빌뉴스 (대사관)
- 바티칸 시국: 바티칸시티 (대사관)
- 벨기에: 브뤼셀 (대사관)
- 벨라루스: 민스크 (대사관)
- 불가리아: 소피아 (대사관)
- 스웨덴: 스톡홀름 (대사관)
- 스위스: 제네바 (대사관)
- 스페인: 마드리드 (대사관)
- 영국: 런던 (대사관)
- 오스트리아: 빈 (대사관)
- 우크라이나: 키이우 (대사관)
- 이탈리아: 로마 (대사관)
- 조지아: 트빌리시 (대사관), 바투미 (총영사관)
- 폴란드: 바르샤바 (대사관)
- 프랑스: 파리 (대사관), 리옹 (총영사관), 마르세유 (총영사관)

## 국제 기구
- 브뤼셀: EU, NATO 아르메니아 정부 대표부
- 제네바: 유엔 대표부 및 기타 아르메니아 일반 정부 대표부
- 이스탄불: 흑해 경제 협력 기구(BSEC) 아르메니아 정부 대표부
- 민스크: CIS 아르메니아 정부 대표부
- 뉴욕: 유엔 아르메니아 정부 대표부
- 로마: FAO 아르메니아 정부 대표부
- 스트라스부르: 유럽 평의회 아르메니아 정부 대표부
- 빈: 유럽 안보 협력 기구 아르메니아 정부 대표부

## 같이 보기
- 아르메니아 주재 외국공관 목록